# Moncef El Materi
Pour les articles homonymes, voir Famille Materi.
Moncef El Materi (arabe : منصف الماطري), de son nom complet Mohamed Moncef El Materi, né le 20 novembre 1934 à Tunis, est un militaire et homme d'affaires tunisien.

## Biographie
Engagé dans la jeune armée tunisienne, il fait la connaissance de Zine el-Abidine Ben Ali à l'École spéciale militaire de Saint-Cyr au début des années 1960.
Cet officier se fait connaître comme l'un des organisateurs de la tentative de coup d'État contre le président Habib Bourguiba en 1962. Le 25 décembre, le gouvernement annonce la découverte d'un complot visant à assassiner le président. Les conjurés, dont beaucoup sont d'anciens résistants et certains des militaires en exercice, sont traduits devant une juridiction militaire. Le 17 janvier 1963, au terme d'un procès fortement médiatisé, El Materi figure parmi les treize condamnés à mort pour complot contre la sûreté de l'État mais voit sa peine commuée en dix ans de travaux forcés après l'intercession décisive de Wassila Bourguiba, l'épouse du président.
Il est radié de l'armée à sa sortie de prison en 1973. Il se lance alors dans les affaires avec son frère Tahar pour créer les laboratoires Adwya. Après la prise de pouvoir par son camarade de promotion, Ben Ali, il siège à la Chambre des conseillers. En avril 2007, il prend la tête du conseil d'administration de Nestlé Tunisie, poste qu'il occupe jusqu'au 20 janvier 2011.
En effet, à cette date, alors que le pays est secoué par la révolution, El Materi se rend en France pour raisons médicales. Son nom et celui de sa famille figure alors sur la liste des personnes considérées comme faisant partie de l'entourage proche du président déchu. Le 2 mai 2011, 37 pièces archéologiques sont découvertes enterrées dans sa maison de Carthage.
Objet d'un mandat d'arrêt international dès le 26 août 2011, il est condamné par contumace le 7 février 2012 à huit ans de prison et à une amende de 31 millions de dinars pour avoir tiré profit de la vente de terrains déclassés après avoir été cédés par l'État. Le 29 février, il est condamné par contumace à cinq ans de prison pour falsification et blanchiment d'argent ; il est aussi condamné à une amende de 975 000 dinars.
En juin 2017, six ans après l’émission d’un mandat d’arrêt international, Moncef El Materi est arrêté à Marseille. En attendant son éventuelle extradition, il est placé sous contrôle judiciaire, doit se présenter une fois par semaine au commissariat d'Aix-en-Provence où il réside et payer une caution de 70 000 euros en deux versements.

## Famille
Il est le neveu de Mahmoud El Materi, l'un des premiers Tunisiens musulmans à être diplômé en médecine et grande figure du mouvement national luttant contre le protectorat français.
Il est aussi le père de Mohamed Sakhr El Materi, qui épouse l'une des filles de Zine el-Abidine Ben Ali, président de la Tunisie entre 1987 et 2011.

## Publications
- De Saint-Cyr au peloton d'exécution de Bourguiba, t. 1, Tunis, Arabesques, 2024, 666 p. (ISBN 978-9938070897).